# Carlos Soria Fontán
Pour les articles homonymes, voir Fontán et Soria (homonymie).
Carlos Soria Fontán, né le 5 février 1939 à Ávila, est un alpiniste espagnol qui est connu pour avoir gravi de nombreux sommets malgré son âge avancé. Il a ainsi réalisé les ascensions de 12 montagnes de plus de 8 000 mètres après ses 60 ans :
- 1990 le Nanga Parbat 8 125 m (51 ans) ,
- 1994 le Gasherbrum II 8 035 m (55 ans) ,
- 1999 le Cho Oyu 8 201 m  (60 ans),
- 2001 l'Everest 8 849 m  (62 ans),
- 2004 le K2 8 611 m  (65 ans),
- 2007 le Broad Peak 8 047 m (68 ans),
- 2008 le Makalu 8 465 m (69 ans),
- 2009 le Gasherbrum I 8 068 m (70 ans) ,
- 2010 le Manaslu 8 165 m (71 ans) ,
- 2011 le Lhotse 8 516 m (72 ans),
- 2014 le Kangchenjunga 8 586 m (75 ans),
- 2016 l'Annapurna 8 091 m (77 ans).

Son objectif est de devenir le plus vieil alpiniste à gravir les 14 montagnes de plus de 8 000 mètres. Pour réussir cela, il ne lui reste plus qu'à vaincre le Shishapangma (8 027 m) et le Dhaulagiri (8 167 m).